# 倪獻策
倪獻策（1936年—），男，山东高密人，中華人民共和國政治人物，曾任中共江西省委副書記、江西省人民政府省長。经中央批准，决定给予倪献策开除党籍处分。

## 生平
1966年9月加入中国共产党。1965年至1983年任江西省新余市钢铁厂设备科长，副厂长，厂长。1984年任江西省建设厅厅长，副省长，以唯一候选人身份当选江西省人民政府省长。1985年，经过中纪委刘丽英率领的调查组调查，倪献策因“有腐化堕落、道德败坏、丧失原则、滥用职权、恂私说情、包庇走私、泄露机密、散布流言等违法乱纪”，1986年10月23日被江西省人民代表大会罢免其江西省省长一职。同年被江西省人民检察院逮捕，其罪名是“舞弊罪”，后被判有期徒刑2年。倪主要错误是把国家的钱交给情妇郭晓红（江西省旅游学校的教师，江西省派驻香港搞旅游工作）的弟弟郭小勇做生意，造成亏损。